# Jakhongir Abdusalomov
Jakhongir Abdusalomov (Andijon, 21 de mayo de 1999) es un futbolista uzbeko que juega en la demarcación de centrocampista para el FK Surkhon Termez de la Super Liga de Uzbekistán.

## Selección nacional
Tras jugar en las categorías inferiores de la selección, finalmente hizo su debut con la selección absoluta de Uzbekistán el 27 de enero de 2025 contra Jordania en un partido amistoso que finalizó con un resultado de empate a cero.

## Clubes
| Club                  | País       | Año       | Partidos | Goles |
| --------------------- | ---------- | --------- | -------- | ----- |
| FK Bunyodkor Tashkent | Uzbekistán | 2018-2019 | 3        | 0     |
| FK Mash'al Mubarek    | Uzbekistán | 2020-2021 | 29       | 1     |
| FK Yangiyer           | Uzbekistán | 2022      | 18       | 5     |
| FK Surkhon Termez     | Uzbekistán | 2023-     | 47       | 14    |